# Cal Conco i el Magatzem Badrinas, Sallent i Cia.
Ca l'Ubach, antigament conegut com la Masia Vinyals o Cal Conco, i el Magatzem Badrinas, Sallent i Cia. formen un conjunt d'edificis de Terrassa (Vallès Occidental) protegits com a bé cultural d'interès local.

## Ca l'Ubach
L'antiga masia de Ca l'Ubach és situada al pati interior d'una illa de cases del centre urbà de la població, emmarcada al nord pel carrer de Sant Isidre, a l'est per la plaça de Verdaguer i el Camí Fondo, a l'oest pel carrer de Sant Llorenç i al sud per la placeta de Saragossa. L'accés es fa pels baixos d'un edifici de nova construcció situat a la plaça de Verdaguer, núm. 21. És de planta rectangular i presenta coberta de teula a dos vessants, amb el carener paral·lel a la línia de la façana. Consta de planta baixa, pis i golfes. La façana principal, orientada a migdia, mostra una composició regular a la planta baixa i al pis superior, ambdós amb cinc obertures de llinda plana, amb reixes als baixos i baranes de ferro al primer pis, i a dalt de tot una galeria de finestres balconeres d'arc rebaixat, amb baranes de balustres. Les obertures de la planta baixa es troben a diferents nivells.
El procés de desenvolupament urbanístic de la zona ha ocasionat la modificació de l'entorn immediat de l'edifici amb construccions afegides, que, a més, ha experimentat diversos canvis en la seva adaptació com a habitatge. El malnom de Cal Conco venia dels primers propietaris de la casa, els Vinyals, que eren una família de rajolers. L'any 1882 va morir el propietari de la masia, Joan Vinyals i Rodó, i va quedar pubilla de la casa la seva filla Dolors Vinyals i Coll. L'any 1894 Dolors Vinyals es va casar amb Alfons Ubach i Solà, que va seguir el negoci de rajoleria i materials de construcció dels Vinyals i donà el seu cognom a la masia.
L'octubre del 1911, a l'edifici de Ca l'Ubach es van instal·lar les oficines del Registre de la Propietat Urbana de Terrassa.
Actualment la masia té un ús residencial i es troba en bon estat de conservació.

## Magatzem Badrinas, Sallent i Cia.

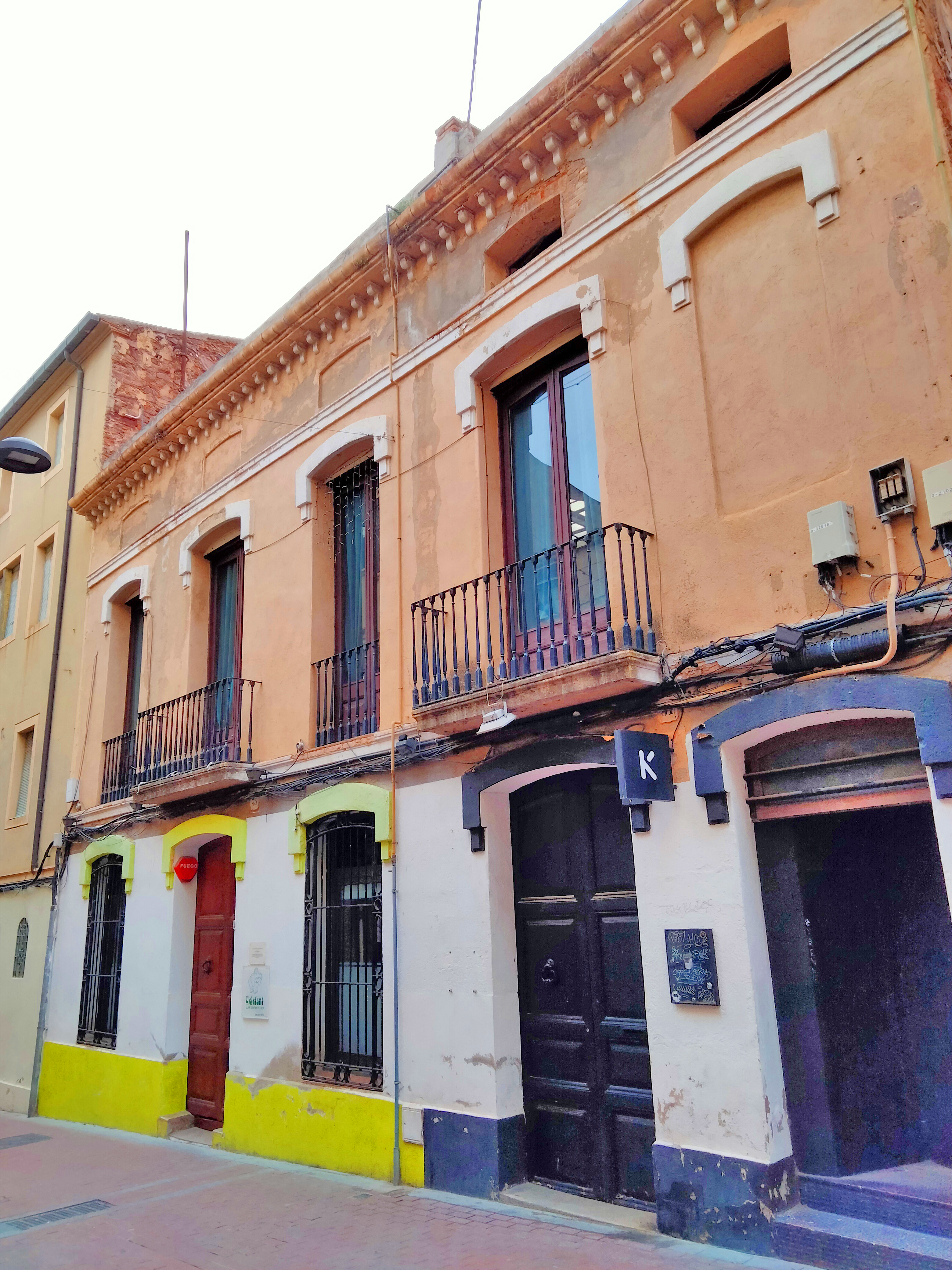
Magatzem Badrinas, Sallent i Cia., al carrer del Camí Fondo, núm 35

Situat al núm 35 del carrer del Camí Fondo hi ha l'antic magatzem tèxtil Badrinas, Sallent i Cia. Aquest edifici presenta una façana amb cinc obertures amb llinda d'arc rebaixat a la planta baixa, tres de les quals corresponen a portals d'accés als diversos locals en què es van dividir els baixos i dos són finestrals amb reixes de ferro forjat. El primer pis presenta cinc obertures també d'arc rebaixat, una de les quals tapiada i les altres quatre amb balcons, dos amb voladís de llossada rectangular i dos més sense voladís, alternats. L'edifici està rematat amb unes golfes on hi ha cinc finestres alineades amb les del primer pis, tres de tapiades i dues d'obertes, i coronat per una cornisa recta sostinguda per una sèrie de petites mènsules. La façana presenta línies d'imposta motllurades que delimiten els tres nivells: planta baixa, primera planta i les golfes.
L'edifici havia estat propietat de la família Badrinas, que l'any 1900 hi va instal·lar el magatzem tèxtil Badrinas, Sallent i Cia.; també albergà altres raons socials i llogaters. El 1936, al primer pis hi tenia la seu la CEDA. En la postguerra encara va ser magatzem de Sallent i Cia.